# Prédication de saint Antoine de Padoue
La Prédication de saint Antoine de Padoue ou Saint Antoine prêchant aux poissons (italien : Predica di sant'Antonio ai pesci) est une peinture à l'huile sur toile datant de 1580-1585, du peintre de la Renaissance vénitienne Paul Véronèse, aujourd'hui conservée à la Galerie Borghèse à Rome.

## Histoire
L'emplacement d'origine ou prévu du tableau est inconnu, bien que, compte tenu de son orientation horizontale et de sa taille moyenne (140 x 150 cm), il ait pu être peint pour le mur latéral d'une chapelle ou dans le cadre d'un cycle pour une petite scuola) quelque part en Vénétie.
Le tableau entre dans la collection du cardinal Scipione Caffarelli-Borghese en 1607 grâce à un don de Francesco Barbaro (patriarche d'Aquilée), qui appartenait à une famille proche de Véronèse. Une lettre conservée de Francesco Barbaro au cardinal Borghèse documente qu'il lui a envoyé séparément deux tableaux de Véronèse ; la lettre ne décrit pas les tableaux de manière très détaillée, mais précise que les deux tableaux représentent des prédications. La Galerie Borghèse possède depuis un certain temps deux tableaux représentant des prédications, la Prédication de Jean-Baptiste et la Prédication de saint Antoine de Padoue, tous deux de Véronèse. Un compte rendu d'un encadreur daté du 25 juillet 1612 confirme que le tableau se trouve à Rome au plus tard en 1612. Avant leur transfert à la villa Borghèse Pinciana (aujourd'hui Galerie Borghèse), les deux tableaux ont été accrochés au Palazzo Torlonia en 1613, quand ils ont été décrits en vers par le poète de la cour Scipione Francucci.
En 1893, l'historien de l'art Adolfo Venturi attribue le tableau à Véronèse. En 1897, le critique d'art Giovanni Morelli conteste cette attribution, attribuant plutôt le tableau à Giovanni Battista Zelotti. Percy Herbert Osmond et Theodor Hetzer lui attribuent également le tableau, respectivement en 1927 et 1946. Leurs doutes reposent sur la mauvaise qualité picturale de l'œuvre, même s'il n'a pas été correctement restauré à l'époque. Par la suite, de nombreux historiens de l'art réattribuent le tableau à Véronèse, notamment Roberto Longhi et Giuseppe Fiocco en 1928, Rodolfo Pallucchini en 1944, ainsi que Terisio Pignatti et Filipo Pedrocco en 1995,,.
Le tableau est restauré au moins deux fois au cours du XXe siècle. En 1919, il est nettoyé, quelques petites fissures sont comblées et repeintes, et son châssis est remplacé. En 1947, il est lavé et repeint. Il est probable que ces restaurations aient grandement obscurci les détails fins, les brouillant sous une couche laiteuse : en 1648, le peintre italien Claudio Ridolfi a décrit « des poissons [qui] sautent hors de l'eau pour entendre [Saint Antoine] comme s'ils le comprenaient » ;  les détails de ces poissons étaient complètement illisibles avant la restauration de juin 2001.
Lors de la restauration de juin 2001, le vernis épais est retiré, redonnant lumière et couleur au tableau. Un nouveau vernis protecteur fin est appliqué par nébulisation. Les anciens obturations, qui dans de nombreux cas s’étendaient au-delà des espaces initiaux, sont retirées, réduisant ainsi la quantité de travaux de retouche nécessaires. Le cadre existant est retiré, car il ne permettait pas une tension précise de la toile, remplacé par un nouveau cadre équipé d'un système de réglage d'extension traditionnel. Lors du démontage du cadre, l'inscription « Paolo Veroneʃe » est découverte : il ne s'agit pas d'une signature originale mais d'une information fonctionnelle pour le collectionneur ou le marchand d'art.

## Description

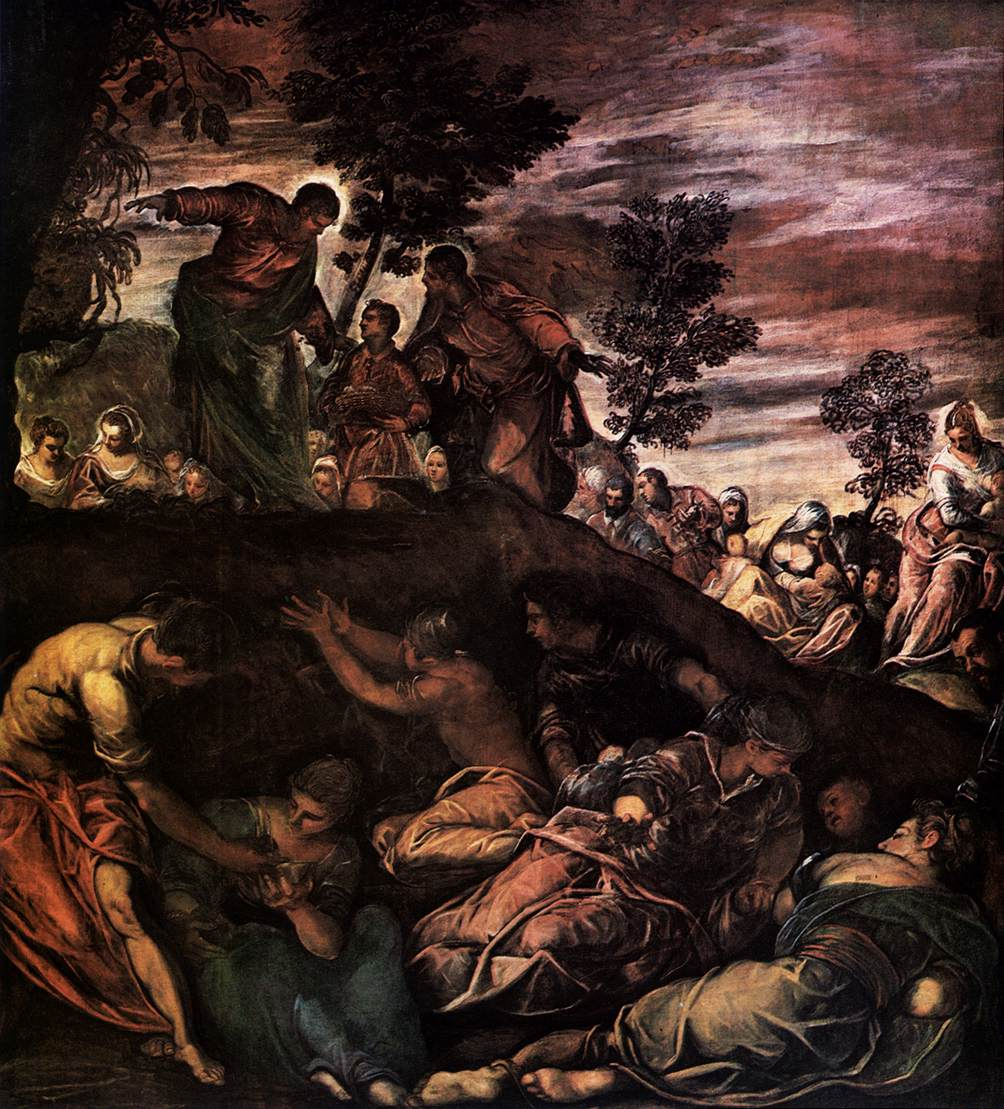
La Multiplication des pains et des poissons, Tintoret, v. 1579-1581, Scuola Grande di San Rocco, Venise.

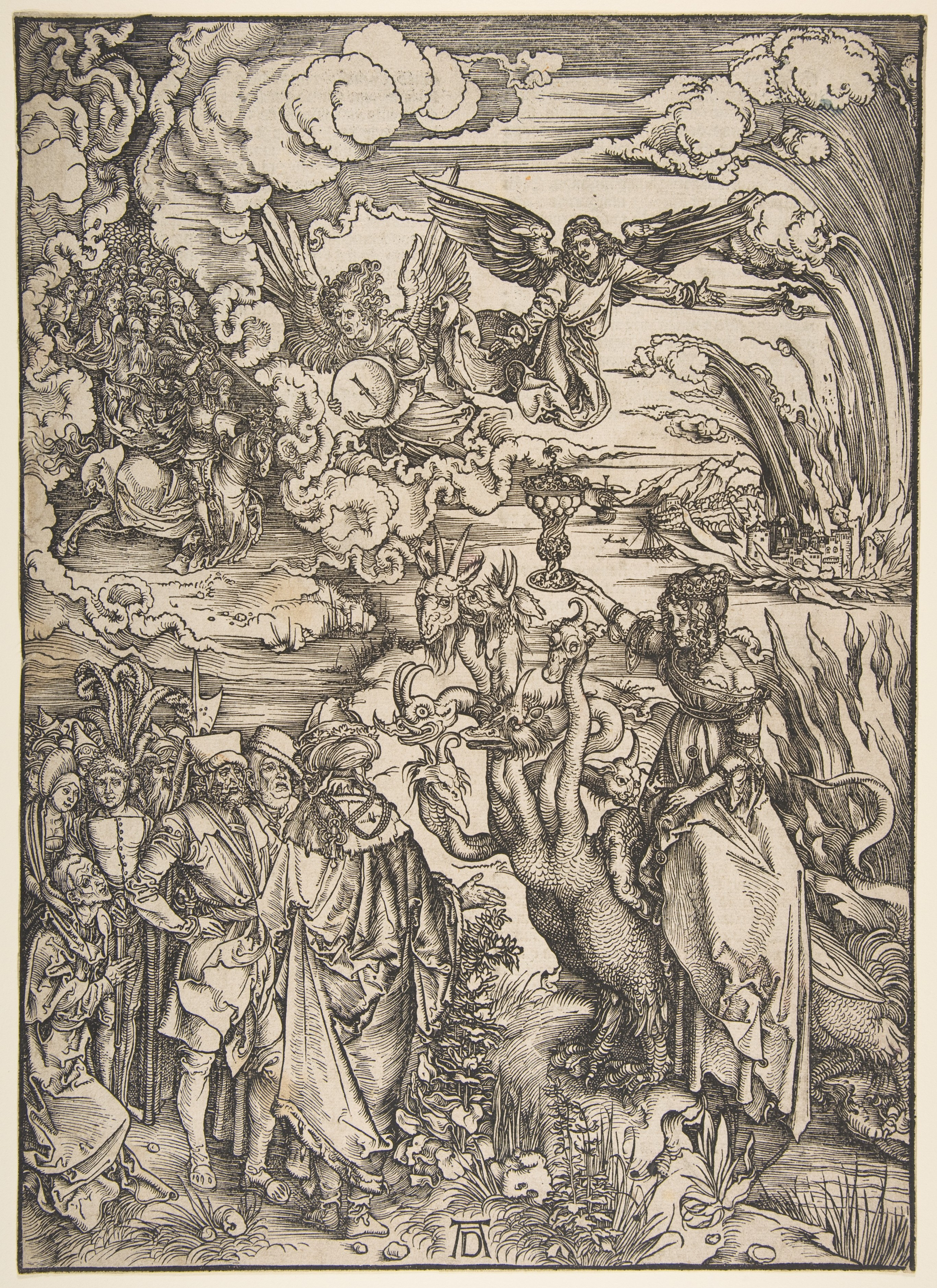
La Grande prostituée de Babylone, Albrecht Dürer, 1498, Metropolitan Museum of Art, New York.

Du point de vue de la composition, le tableau est orienté horizontalement. De gauche à droite, il est divisé en deux moitiés. La moitié gauche contient principalement une mer calme bleu-vert foncé avec les poissons qu'elle contient, ainsi que des bateaux et un rivage montagneux visibles au loin à l'extrême centre-gauche. La moitié droite du tableau montre le littoral de Rimini sur lequel saint Antoine et une foule sont rassemblés, avec la ville et ses flèches visibles au loin à l'extrême centre-droit. De haut en bas, le tableau peut être considéré comme divisé en trois parties. Le tiers supérieur est principalement constitué de ciel bleu avec des nuages blancs, bien que la figure du saint franciscain s'étende également dans cette zone. Les deux tiers inférieurs représentent la mer, le rivage et la foule de passants.
Véronèse place saint Antoine au sommet d'un rocher, au-dessus des spectateurs et en attirant l'attention sur sa silhouette. Le rocher est de forme presque triangulaire, s'avançant dans l'espace comme s'il s'agissait de la proue d'un navire, ce qui suggère qu'Antoine est un timonier guidant l'Église ou servant de phare de la foi. Vêtu d'une robe gris-bleu clair et tenant un bouquet de lys blancs, il pointe du doigt le poisson, mais se tourne vers lui et regarde les auditeurs avec une expression quelque peu sérieuse, voire fustigeante. Véronèse a peint Antoine plus grand qu'il n'aurait dû l'être par rapport aux spectateurs, un anachronisme de perspective, afin d'augmenter la stature monumentale du saint. Son positionnement asymétrique par rapport à la toile dans sa globalité accentue encore davantage ce phénomène. Son orientation vers les auditeurs semble être inspirée par celle de Jésus dans La Multiplication des pains et des poissons du Tintoret, réalisée vers 1579-1581 à la Scuola Grande de San Rocco à Venise.
Sans compter Antoine, au moins seize spectateurs sont distincts, avec quelques formes sombres derrière ces seize personnages suggérant une foule encore plus grande. Parmi ces auditeurs, un seul regarde directement saint Antoine : vêtu d'une robe jaune et la main droite sur le cœur en signe de dévotion ; il est considéré comme un autoportrait de Véronèse depuis la restauration de juin 2001. Les autres personnages se regardent entre eux ou regardent le poisson avec étonnement. Certains d’entre eux sont assis ou s’appuient sur des formations rocheuses. Bien que la scène soit censée se dérouler à Rimini, certains personnages semblent être des étrangers non italiens, notamment des Turcs, des Juifs et un Maure. Les deux Turcs dans le coin inférieur droit du premier plan sont vêtus de robes rougeâtres éclatantes. Le Turc le plus à droite tourne le dos au spectateur ; son visage n'est pas visible. Il porte des bottes noires et un turban jaune avec une cocarde rouge, s'adressant à son compatriote tout en faisant un geste vers le poisson avec son bras gauche. Cette figure a peut-être été inspirée par une figure similaire représentée en bas au centre de la gravure d'Albrecht Dürer de 1498, La Grande prostituée de Babylone. Le Turc le plus à gauche porte un turban blanc et regarde le poisson avec incrédulité ou étonnement.
Comme les Turcs, les personnages que l'on pense être des Juifs se disputent entre eux et désignent les poissons. Ils sont identifiés comme juifs car leurs coiffures sont similaires à celles utilisées dans le tableau ultérieur de Véronèse, Le Christ parmi les docteurs (v. 1560, musée du Prado, Madrid), qui représente Jésus parmi les docteurs. Parmi les autres personnages notables, un vieil homme à la barbe blanche, visible entre les deux Turcs en robe rouge, regarde directement le spectateur, comme pour plaindre l'état ordinaire des pêcheurs et pourrait être un portrait du Tintoret ; à l'extrême droite, un enfant à l'air agité tire sur la robe de la femme torse nu assise à côté de lui ; à droite d'Antoine, un frère portant également une robe bleu clair est à moitié caché par le rocher et baisse les yeux, accablé. En face du frère à la gauche d'Antoine, trois autres personnages sont visibles près du rivage : le personnage le plus à gauche est assis juste au bord du rivage et regarde soit son compagnon barbu adjacent, soit Antoine ; le personnage du milieu est un homme barbu vêtu de rouge et de noir, debout et regardant le poisson ; le dernier personnage le plus à gauche est complètement masqué par le rocher, à l'exception de ses chaussures et de l'ourlet de sa robe jaunâtre.

## Analyse
Véronèse achève ce tableau peu de temps après avoir été interrogé par l'Inquisition à Venise, soupçonné d'hérésie. Les inquisiteurs considèrent la représentation de sa Cène comme inopportune et festive ;  ils l'obligent à modifier son tableau pour en faire un autre représentant Le Repas chez Levi. Cela peut aider à expliquer son choix de sujet pour la Prédication de saint Antoine de Padoue, y compris son autoportrait humiliant, le portrait bienveillant du Tintoret et le traitement somptueux des spectateurs.
Cette peinture a été à plusieurs reprises attribuée à l'atelier du peintre, du fait de la grande simplicité de sa composition dominée par les tons bruns.
L'étendue du paysage à gauche est contrebalancée à droite par le saint et les spectateurs placés sur des plans parallèles, le long d'une diagonale qui souligne la profondeur de l'espace dans lequel ils se situent. La posture de saint Antoine, qui lui est donnée pour mettre en relief son éloquence, rappelle celle de nombreux personnages de Véronèse. Il ressemble au saint Jean-Baptiste de la Prédication, malgré les années qui les séparent, peut-être à cause de l'analogie thématique. Le geste du saint est repris par les figures de dos au premier plan pour ponctuer la réduction progressive de la scène jusqu'au bord du rocher, la première assise dans une posture maniériste, la seconde vêtue à l'orientale. Les personnages enturbannés permettent de souligner le caractère universel du contenu sacré de la représentation.
Les représentations du sermon aux poissons — bien que pas sans précédent avant Véronèse — sont rares dans l'iconographie antonienne. De telles représentations sont généralement incluses dans le cadre de cycles plus vastes montrant plusieurs événements ou miracles de la vie de saint Antoine, plutôt que des œuvres autonomes. Quelques exemples peut-être connus de Véronèse comprennent une œuvre de 1520, située dans la sacristie de la basilique Saint-Antoine de Padoue, attribuée à Gian Martino Tranzapani ; la fresque à demi-lunette datée de 1535-1537, de Girolamo Tessari située au Santuario del Noce à Camposampiero et un cycle du XVe siècle de Domenico Morone au couvent San Bernardino de Vérone, qui existait probablement encore du vivant de Véronèse. Comme il a disparu, on ne sait pas avec certitude s'il incluait le sermon aux poissons. D'autres représentations connues de saint Antoine prêchant aux poissons comprennent une gravure sur bois anonyme de 1480 indiquant que le sermon a eu lieu à Ravenne (plutôt qu'à Rimini), et une gravure d'environ 1510-1520, probablement d'origine padouane, avec dix panneaux illustrant les miracles de saint Antoine, dont le sermon aux poissons. Une représentation du sermon apparaît également dans le frontispice du Compendio volgare della vita & miracolose opere di Santo Antonio (« Compendium vulgaire de la vie et des œuvres miraculeuses de saint Antoine ») par Ippolito da Ponte, imprimé à Venise en 1532.
Bien que les représentations du sermon aient été moins répandues que celles d'autres miracles antoniens, l'événement a eu une certaine renommée. Même avant la publication d'Ippolito da Ponte, il est largement traité au chapitre 40 des Fioretti de saint François d'Assise, où il est situé précisément à Rimini. Les écrits précédents ne donnent de localisation précise du sermon. Selon la légende, Antoine de Padoue prêchait en Romagne auprès des hérétiques cathares, qui d'abord le repoussèrent ; il prêcha alors aux poissons, après quoi de nombreuses personnes vinrent assister au miracle et entendre le sermon. La légende dérive du sermon aux oiseaux de François d'Assise, qui était lui-même un thème courant dans les peintures religieuses dont un exemple parmi tant d'autres est le tableau de Giotto di Bondone datant d'environ 1295-1299, du Prêche aux oiseaux.
Curieusement, l'expédient consistant à placer Antoine sur un rocher ou bien au-dessus des spectateurs n'est utilisé dans aucune des représentations que Véronèse a pu connaître. Il a été utilisé dès le XIVe siècle  dans les vitraux de la basilique Saint-François d'Assise et au début des années 1500, par Girolamo Santacroce sur l'autel de Saint-Antoine dans l'église Sainte-Anne-des-Lombards de Naples, mais il est très peu probable que Véronèse ait jamais vu l'une ou l'autre de ces œuvres.

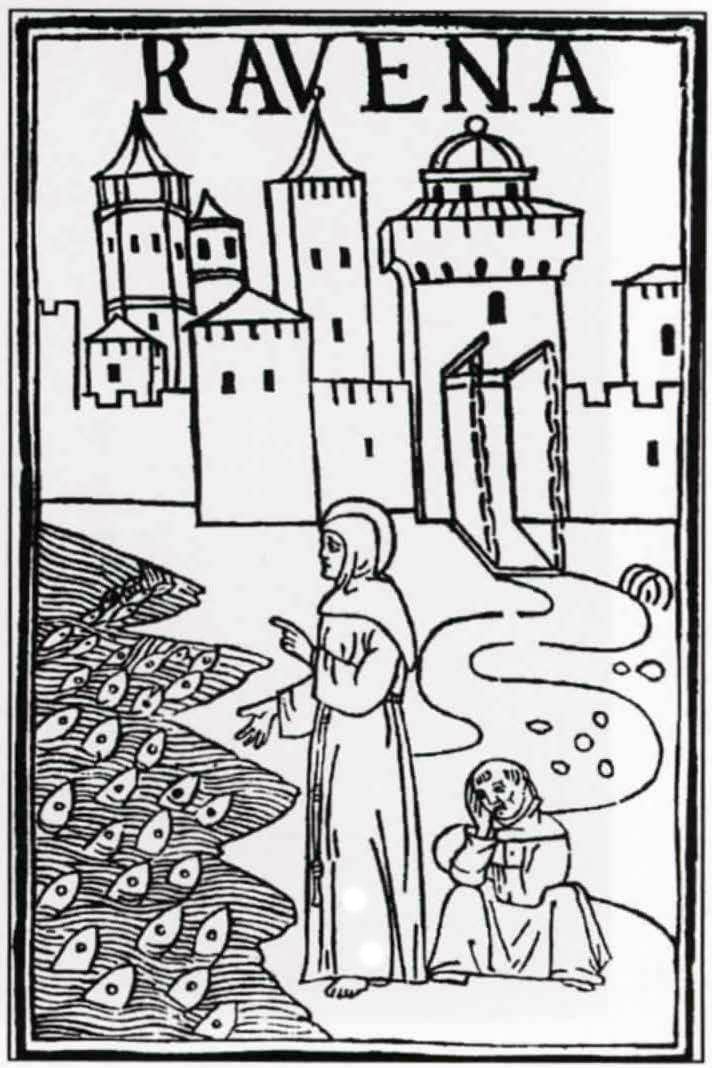
Saint Antoine prêche aux poissons, v. 1480, gravure sur bois, musée Correr, Venise, copie de l'original conservé au British museum
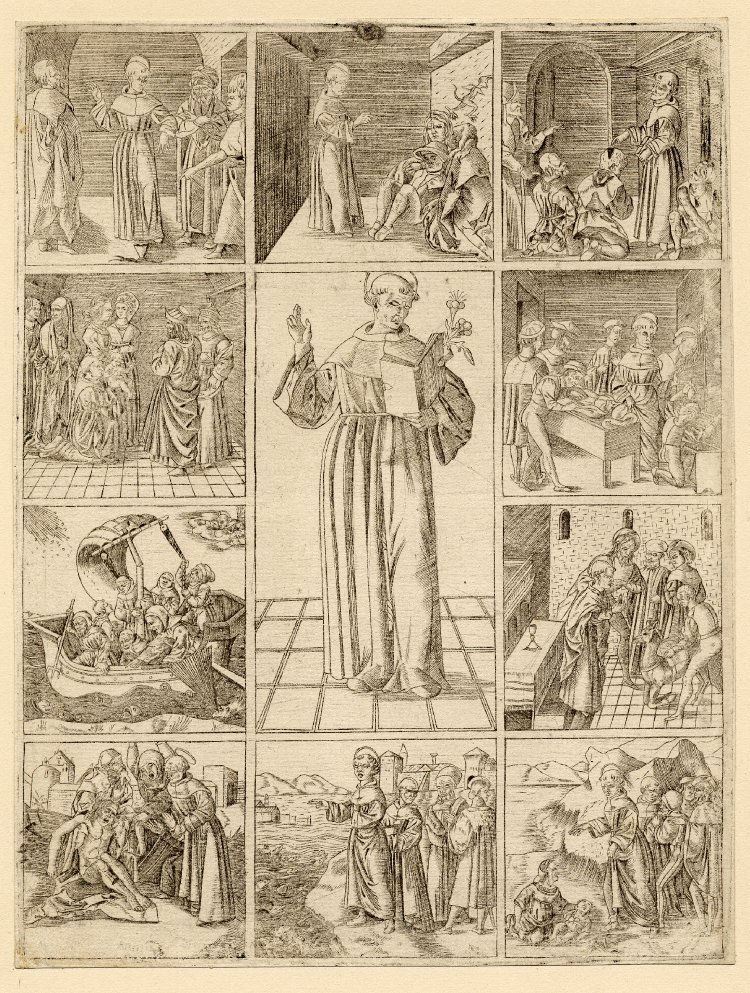
Miracles de saint Antoine , Anonyme Padoue, v. 1510-1520, gravure, British Museum, Londres
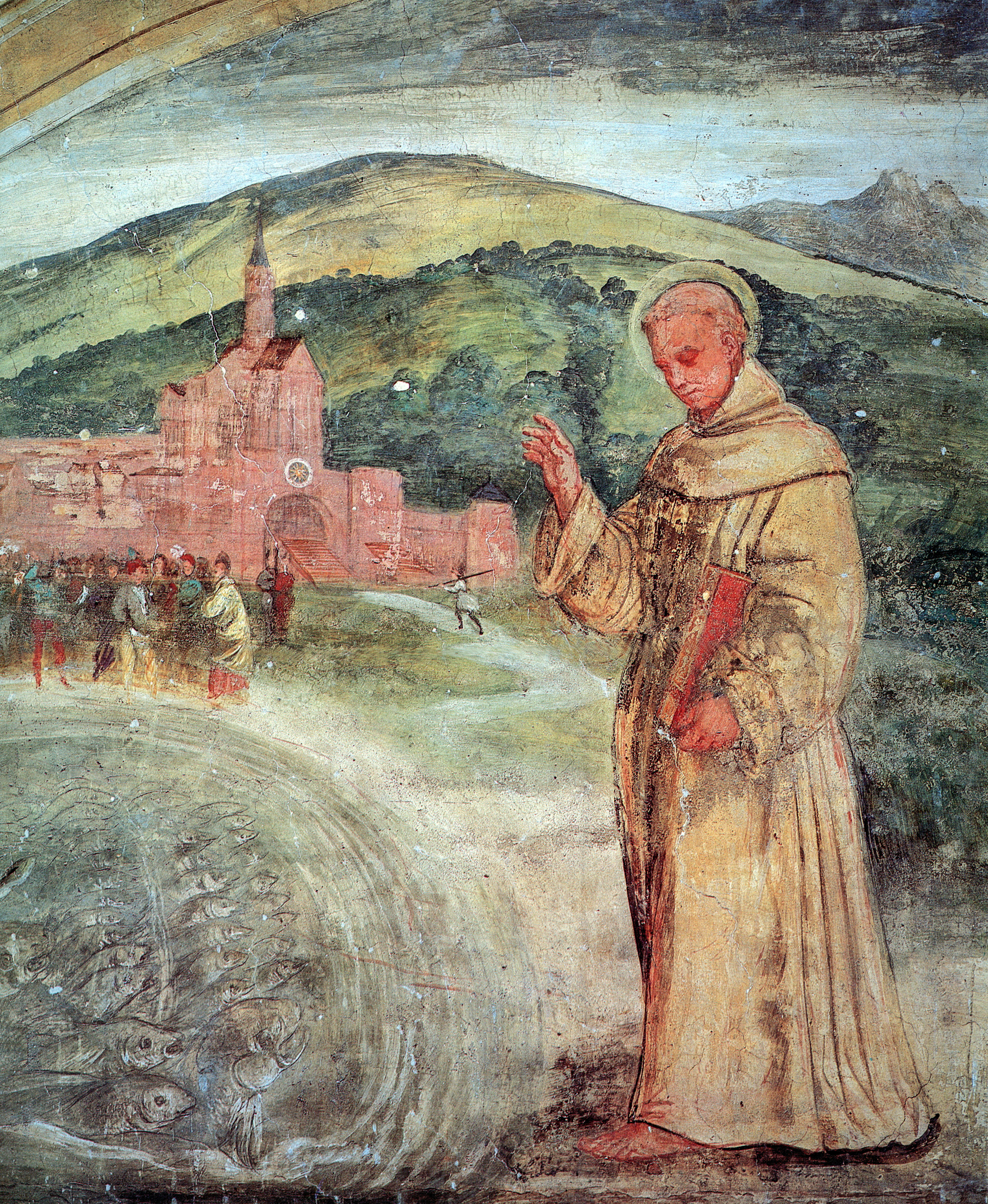
Prêche aux poissons, Girolamo Tesssari, v. 1535-1537, fresque (détail), sanctuaire des noces, Camposampiero